# Beda Oskar Bischofberger
Beda Oskar Bischofberger (* 17. Dezember 1834 in Appenzell; † 15. November 1926 ebenda) war ein Schweizer Politiker.

## Biografie
Beda Oskar Bischofberger, Mitglied der Römisch-katholischen Kirche, wurde am 17. Dezember 1834 als Sohn des Landesfähnrichs, entspricht dem Polizeidirektor, und Reichsvogts Dr. med. Josef Anton Konrad Bischofberger in Appenzell geboren. Seine schulische Ausbildung erhielt Bischofberger in Appenzell, St. Gallen und Genf. Während der Zeit des Neuenburgerhandels fungierte er als Quartiermeister des Innerrhoder Halbbataillons im Thurgau. 1866 sprach er sich gegen die Integration Appenzell Innerrhodens ins Bistum St. Gallen aus. 1868 war er Mitglied der Verfassungskommission zur Revision der Kantonsverfassung. In der Zeit des Deutsch-Französischen Krieges übernahm er die Verantwortung für zwei Innerrhoder Grenzbesetzungsaufgebote. 1871 war er Mitbegründer der Realschule Appenzell. Auf kantonspolitischer Ebene gehörte Bischofberger von 1866 bis 1881 in der Funktion des Zeugherrn, gleichbedeutend wie Militärdirektor, als Mitglied der Exekutive der Standeskommission an.
Beda Oskar Bischofberger, der mit Antonia Wilhelmina, geborene Sutter, verheiratet war, verstarb am 15. November 1926 einen Monat vor Vollendung seines 92. Lebensjahres in Appenzell.